# Powiat Yūki
Powiat Yūki (jap. 結城郡 Yūki-gun) – powiat w Japonii, w prefekturze Ibaraki. Ma powierzchnię 58,99 km². W 2020 roku mieszkało w nim 21 026 osób, w 6999 gospodarstwach domowych  (w 2010 roku 23 106 osób, w 6739 gospodarstwach domowych) .

## Miejscowości
- Yachiyo

## Historia[4]

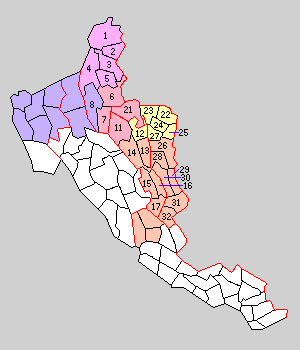
Powiat Yūki (1889 r.)

- Powiat został założony 2 grudnia 1878 roku. Wraz z utworzeniem nowego systemu administracyjnego 1 kwietnia 1889 roku powiat Yūki został podzielony na 1 miejscowość i 7 wiosek[5].
- 1 kwietnia 1896 – powiat Yūki powiększył się o teren powiatów Toyoda (1 miejscowość i 11 wsi) oraz Okada (7 wsi). (2 miejscowości, 25 wiosek)[6]
- 24 sierpnia 1897 – wioska Ishige zdobyła status miejscowości. (3 miejscowości, 24 wioski)
- 14 marca 1954 – wioska Yamakawa została włączona do miejscowości Yūki. (3 miejscowości, 23 wioski)
- 15 marca 1954 – miejscowość Yūki powiększyła się o teren wiosek Kinugawa, Egawa i Kamiyamakawa i zdobyła status miasta. (2 miejscowości, 20 wiosek)
- 1 czerwca 1954 – wioski Fusakami i Toyokami zostały włączone do miejscowości Shimotsuma z powiatu Makabe, które zdobyło status miasta. (2 miejscowości, 18 wiosek)
- 10 lipca 1954 – miejscowość Mitsukaidō powiększyła się o teren wiosek Toyooka, Sugawara, Ōhanawa, Mitsuma, Goka, Ōnō i wieś Sakate z powiatu Kitasōma i zdobyła status miasta. (1 miejscowość, 12 wiosek)
- 1 października 1954: (1 miejscowość, 8 wiosek)
  - część wsi Tama została włączona do wioski Sōdō.
  - teren miejscowości Ishige powiększył się o wioski Toyoda, Okada, Iinuma i pozostałą część wsi Tama.
- 1 stycznia 1955: (1 miejscowość, 3 wioski)
  - w wyniku połączenia wiosek Sōdō, Kokai i Ōgata powstała wioska Chiyokawa.
  - w wyniku połączenia wiosek Nishitoyoda, Nakayūki, Anjō, Shimoyūki i Kawanishi z powiatu Makabe powstała wioska Yachiyo.
- 11 lutego 1955 – w wyniku połączenia wiosek Nasaki, Kōjima, Yamata (obu z powiatu Sashima) utworzyły wioskę Sanwa (w powiecie Sashima). (1 miejscowość, 2 wioski)
- 1 lutego 1972 – wioska Yachiyo zdobyła status miejscowości. (2 miejscowości, 1 wioska)
- 1 stycznia 2006: (1 miejscowość)
  - wioska Chiyokawa połączyła się z miastem Shimotsuma[7].
  - miejscowość Ishige została połączona z miastem Mitsukaidō[7].